# Grammotaulius bettenii
Grammotaulius bettenii är en nattsländeart som beskrevs av Hill-griffin 1912. Grammotaulius bettenii ingår i släktet Grammotaulius och familjen husmasknattsländor. Inga underarter finns listade i Catalogue of Life.